# Rudolf Christian Wagner

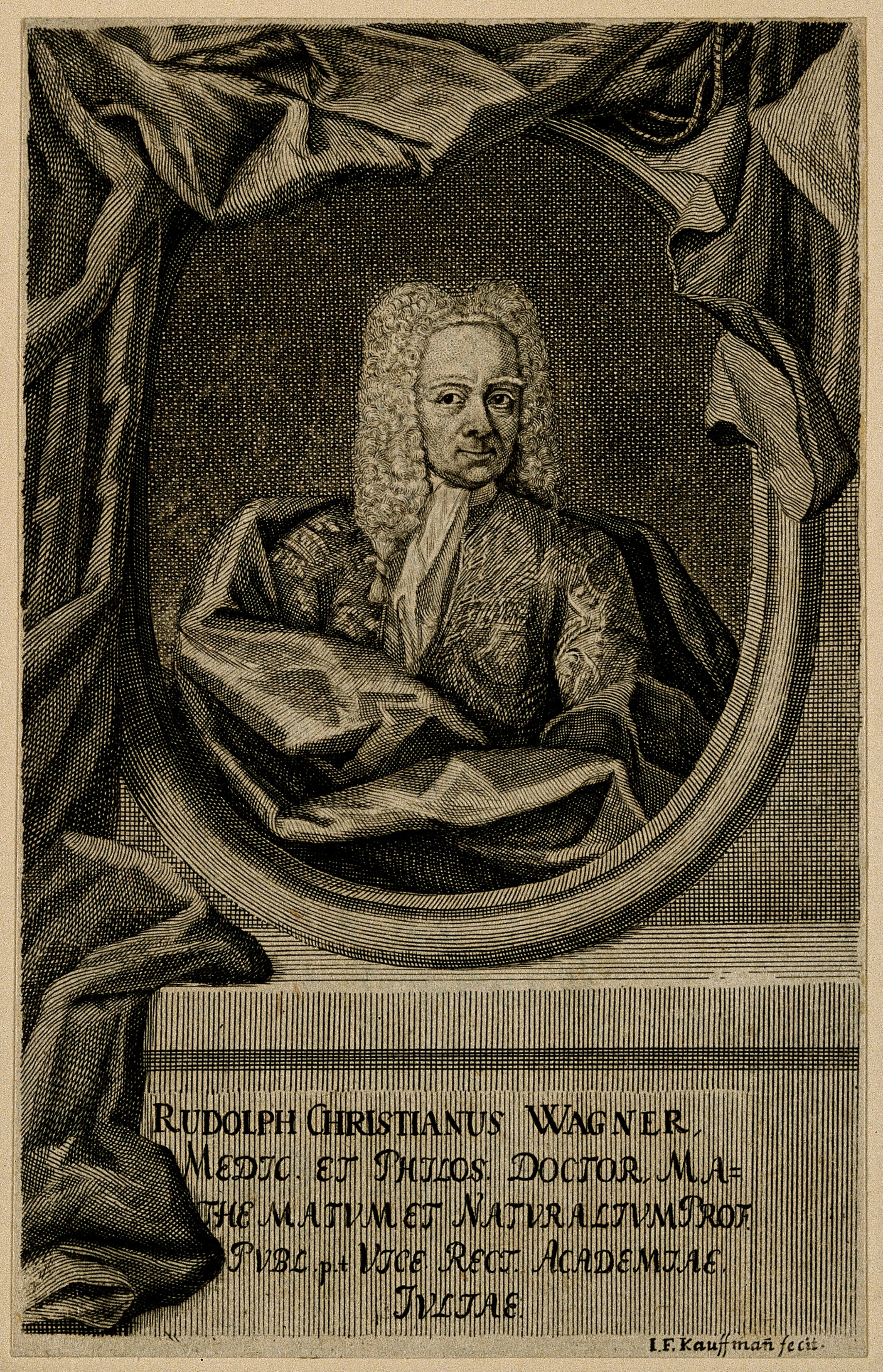
Rudolph Christian Wagner

Rudolf Christian Wagner (* 14. März 1671 in Nesselröden        (Werra-Meißner-Kreis); † 6. April 1741 in Helmstedt) war ein deutscher Mathematiker, Physiker und Hochschullehrer. Er war von 1698 bis 1700 Privatsekretär Gottfried Wilhelm Leibniz’, mit dem er bis zu dessen Tod 1716 in regem Gedankenaustausch stand.

## Leben
Rudolf Christian Wagner wurde 1671 im nordhessischen Nesselröden geboren. Seine aus Eisenach stammenden Eltern waren Johann Georg Wagner, Justiziar der Herren von Treusch von Buttlar, und dessen Ehefrau Anna Katharina, geborene Kister. Wagner ging im Juni 1685 nach Jena, wo er Mathematik, Physik, praktische Geometrie, Medizin und Architektur studierte. Er hörte Medizin bei Georg Wolfgang Wedel und Günther Christoph Schelhammer und Architektur bei Johann Heinrich Gengenbach. Wagner wurde 1694 zum Dr. phil. promoviert. Sein Förderer und väterlicher Freund, der Theologe Johann Andreas Schmidt, wechselte 1695 von Jena an die Universität Helmstedt. Wagner folgte ihm 1697 nach und hörte dort bei Heinrich Meibom, Friedrich Schrader (1657–1704) und Johann Andreas Stisser medizinische und botanische Vorlesungen. Auf Empfehlung Schmidts kam er 1698 als Privatsekretär zu Gottfried Wilhelm Leibniz nach Hannover. In dieser rund zweijährigen Zeit hatte er Gelegenheit, seine mathematischen Kenntnisse zu erweitern. Wagner stand mit Leibniz bis zu dessen Tod 1716 in regem Gedankenaustausch. Dieser ist in mehr als 280 Briefen dokumentiert.

### Hochschullehrer in Helmstedt
Wagner ging im Jahr 1700 als Magister an die Universität Helmstedt, wohin er zwei Leibniz’sche Rechenmaschinen mitnahm. Auf Leibniz’ Empfehlung erhielt er 1701 die Professur für Mathematik, die seit 1699 durch die Versetzung Christoph Tobias Wiedeburgs an die theologische Fakultät vakant war. Er erhielt 1706 auch die Professur für Physik als Nachfolger des 1704 verstorbenen Friedrich Schrader. Wagner führte die experimentellen Naturwissenschaften in Helmstedt ein. Er las über Isaac Newton, Francis Bacon und René Descartes, fertigte mit seinen Studenten Sternenkarten an und lehrte die Konstruktion und den Gebrauch optischer Instrumente. Seine medizinischen Studien beschloss er 1708 in Jena mit der Dissertation De contrafissura ex principiis mechanicis, physicis ac medicis. Er hielt Vorlesungen bis zum März 1739. Zu seinen Schülern gehören Andreas Georg Wähner und Johann Bernhard Wiedeburg.
Wagner war Ehrenmitglied der Societas Conatium, einer 1699 in Hannover gegründeten und in Helmstedt 1711 wieder gegründeten Gelehrtenvereinigung. Seine Publikationen behandeln mathematische, physikalische und medizinische Themenbereiche.

### Familie
Wagner war seit 1702 verheiratet mit Katharina Maria († 1735), Tochter des Hofapothekers Ernst Leopold Andreae in Hannover. Das Paar hatte drei Söhne und drei Töchter. Wagner starb, in seinen letzten Lebensjahren bereits schwer krank, im April 1741 in Helmstedt.